# District de Jing'an
Pour les articles homonymes, voir Jing'an.

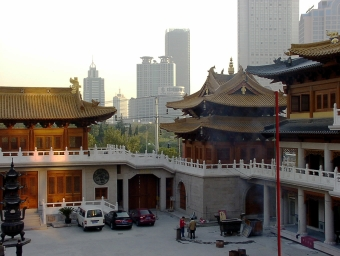
Le temple de Jing'an

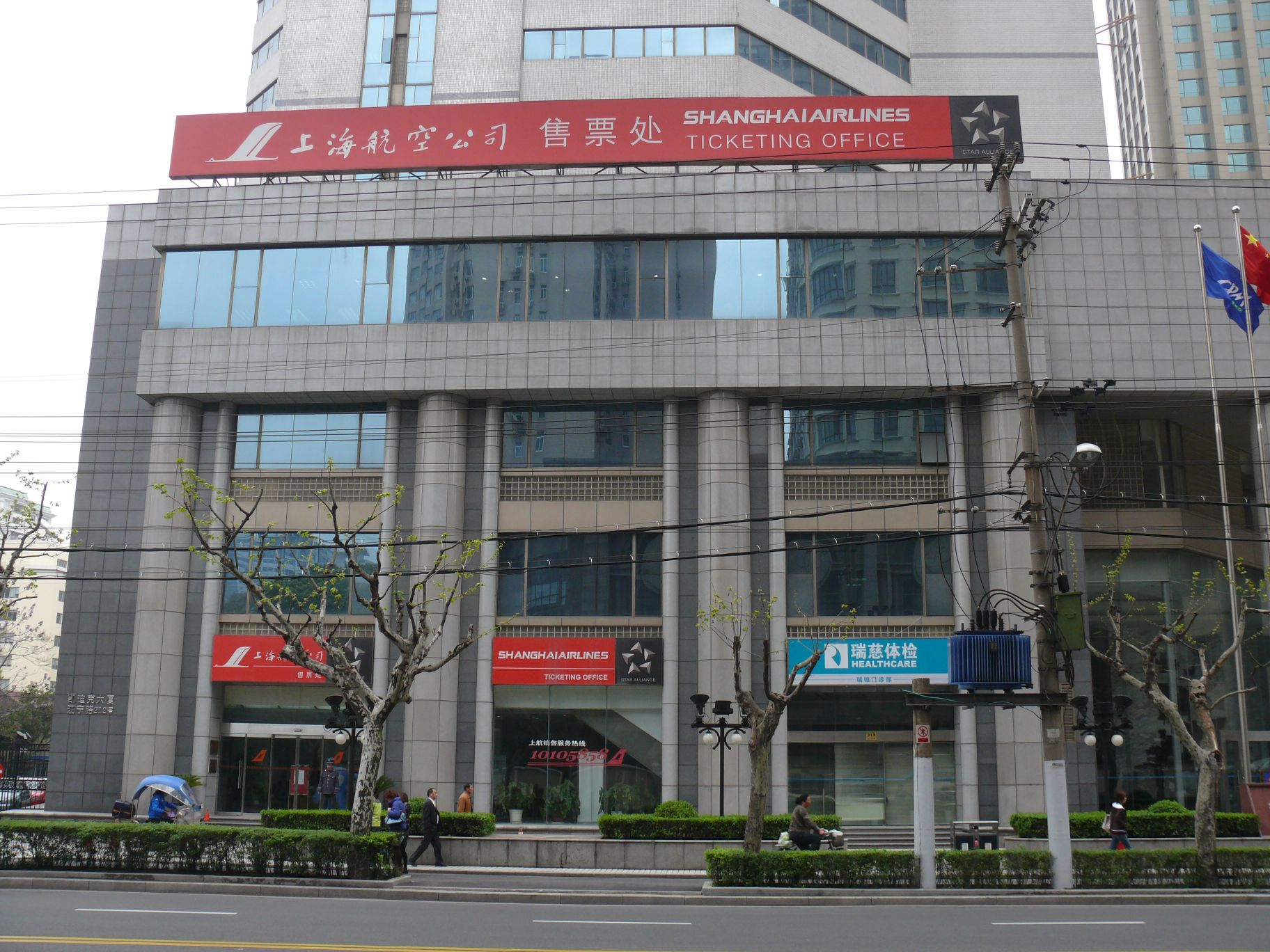
Siège social de Shanghai Airlines

Le district de Jing'an (静安区 ; pinyin : Jìng'ān Qū) est une subdivision du centre de la municipalité de Shanghai en Chine. Il se situe au plein centre de Shanghai, et nommé par son temple, le temple de Jing'an, présent en ce lieu depuis 1216.
C'est l'un des districts les plus riches de Shanghai, il fait partie de Puxi. Avec une superficie de 7,62 km2, Jing'an est le plus petit district de Shanghai, mais possède la population la plus dense, avec 310 000 habitants en 2008.[réf. nécessaire]

## Culture et patrimoine
- Parc Jing'an
- Parc de sculptures de Jing'an

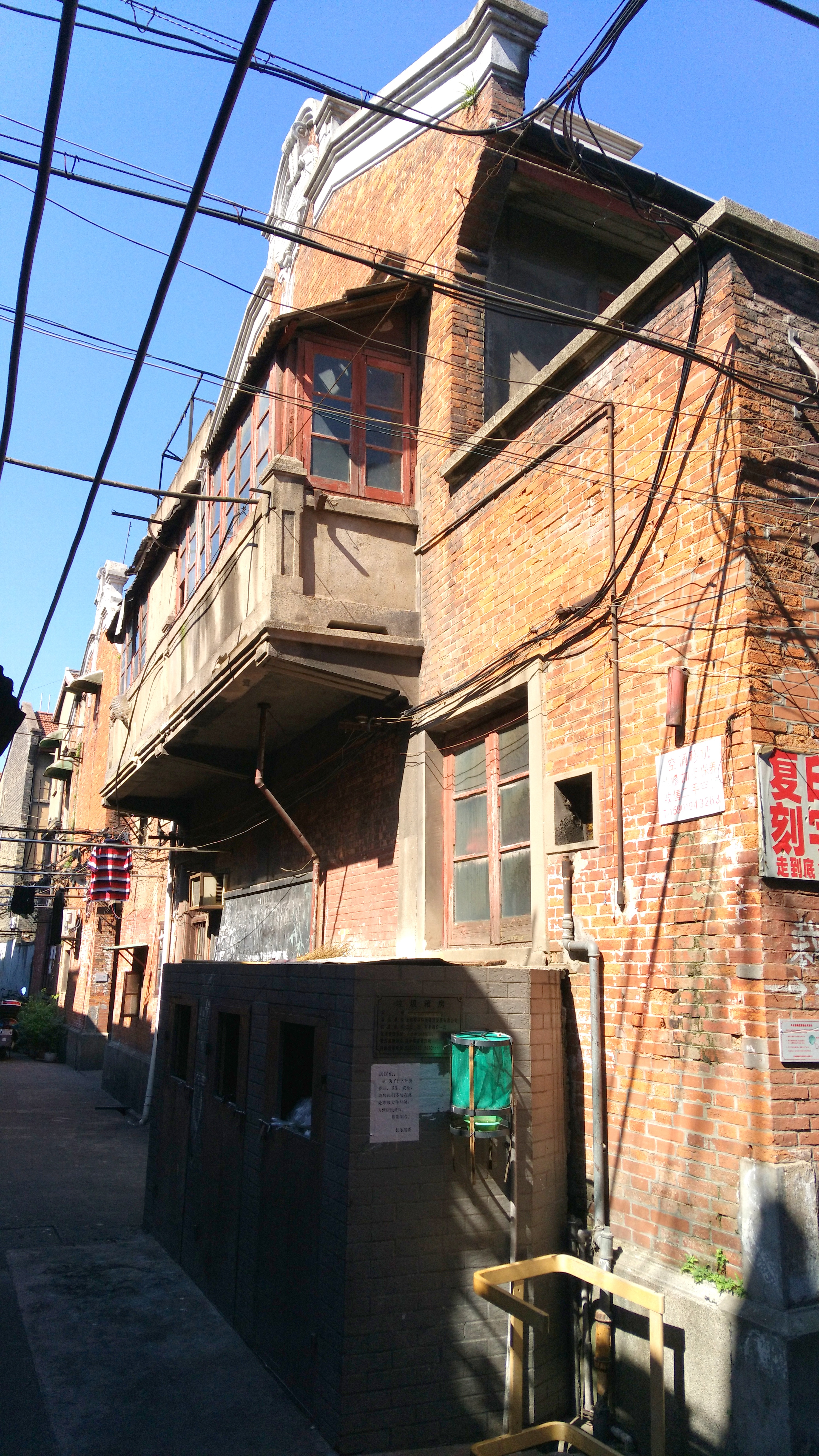
Angle. Oriel d'habitation d'un lilong. Sa cour avant, derrière le mur. District de Jing'an
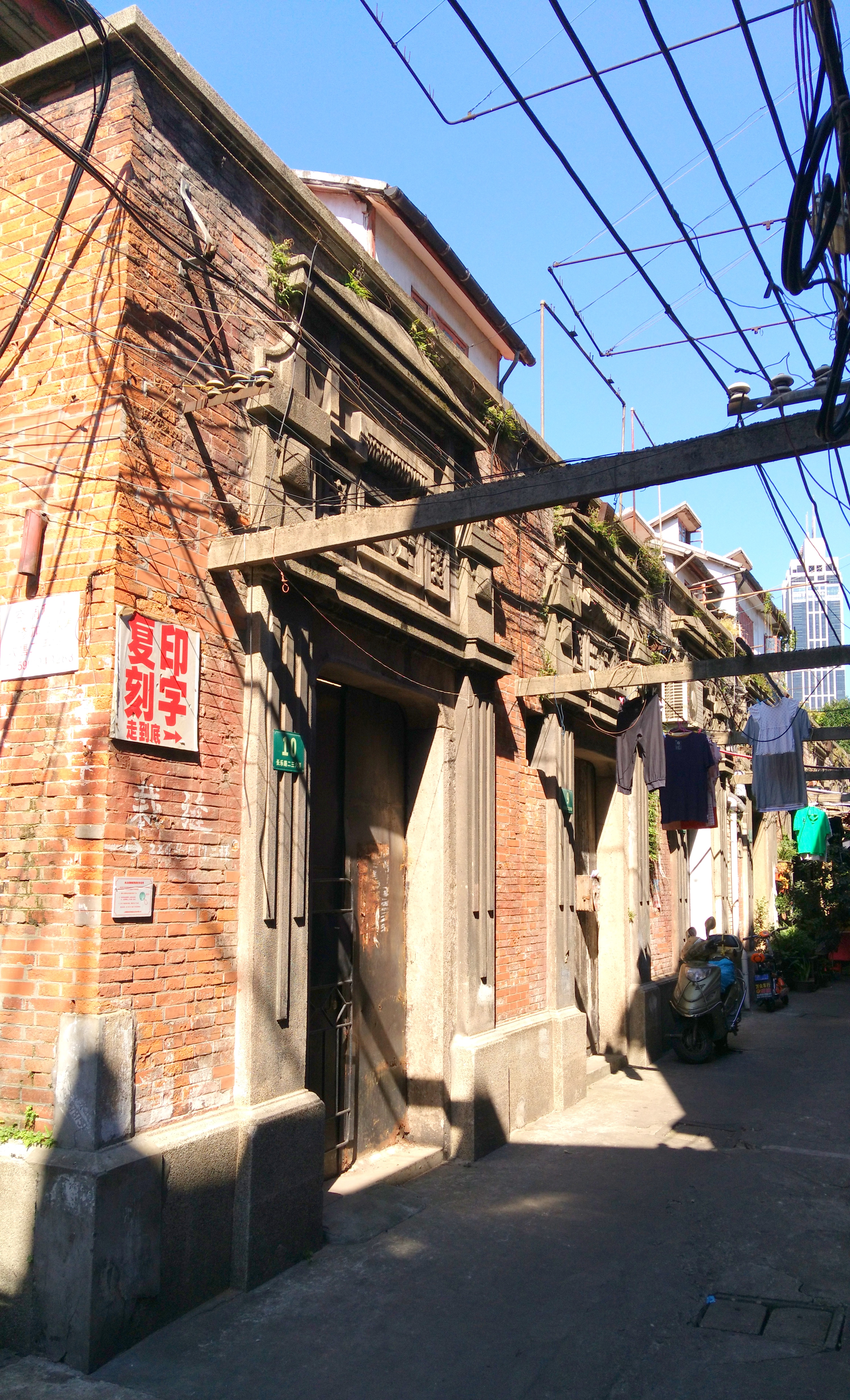
Angle et alignement des portes desservant de petites cours. Lilong. En 2015

## Principaux monuments
- Le temple de Jing'an
- Le temple du Bouddha de Jade